# Christian Salfellner

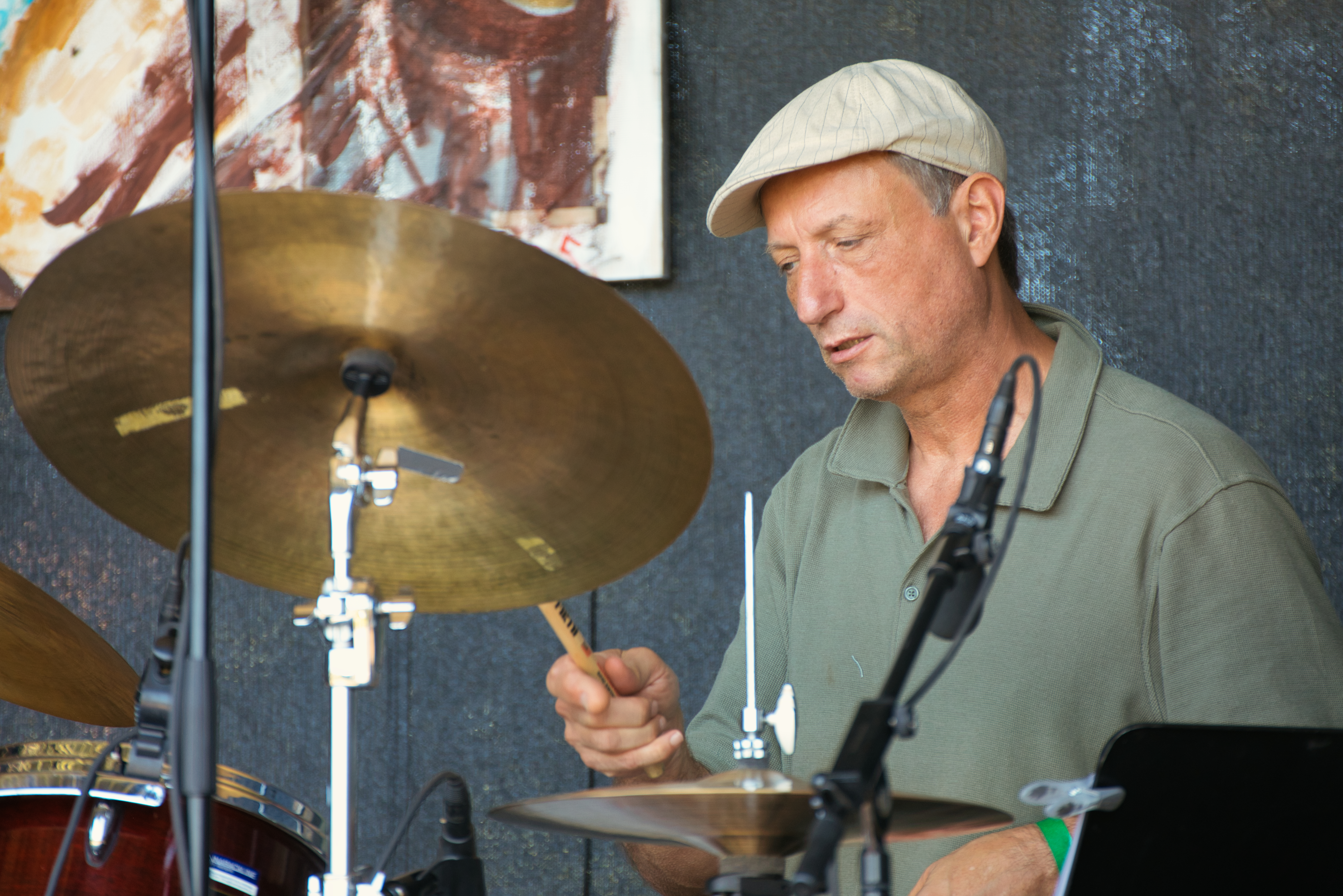
Christian Salfellner auf dem INNtöne Jazzfestival 2025

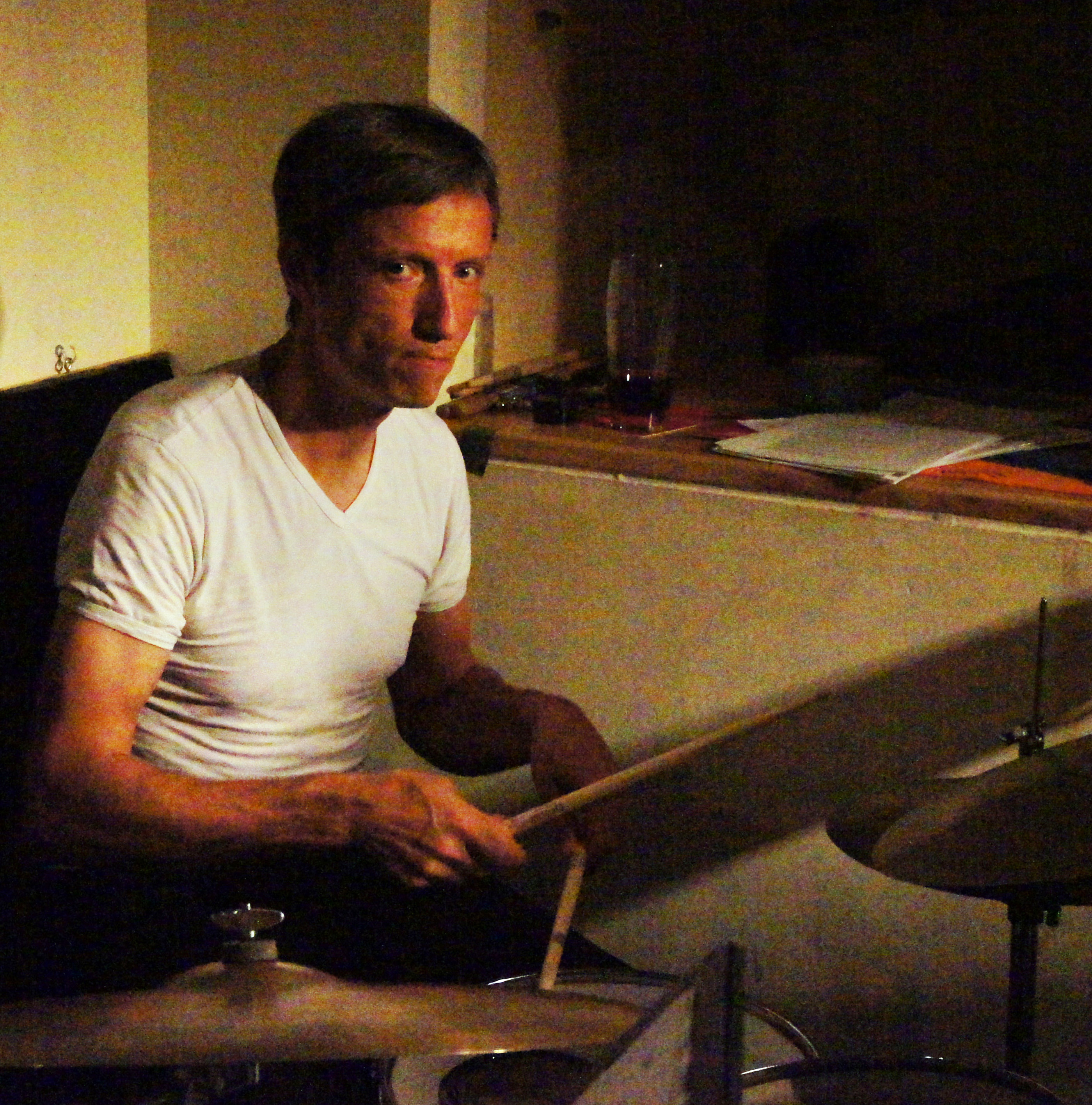
Bei Infinite Skies, Wien 2013

Christian Salfellner (* 16. Oktober 1965 in Aigen im Ennstal, Österreich) ist ein österreichischer Schlagzeuger des Modern Jazz.

## Leben und Wirken
Salfellner studierte an der Universität für Musik und darstellende Kunst Graz und am Berklee College of Music. Anschließend arbeitete er im Trio von Fritz Pauer und bei Heinrich von Kalnein. Weiterhin spielte er in Gruppen wie Nouvelle Cuisine, Clan Music Overdrive, dem Vienna Art Orchestra oder in the long run, aber auch mit Johannes Enders und Henning Sieverts oder Georg Breinschmid; er leitete das „Concert Jazz Orchestra Vienna“. Mit Martin Koller nahm er die Platte „Quasar“ auf. Von 1986 bis 1989 trat er auch in Fritz Novotnys ReformART Formationen auf.
2003 wurde Salfellner mit dem Hans-Koller-Preis als „Sideman des Jahres 2003“ ausgezeichnet.

## Diskographische Hinweise
- Herwig Gradischnig: 5 Moons Around Venus mit Ingrid Jensen, Oliver Kent, 1994
- We Three We See mit Marc Abrams und Herwig Gradischnig, 2000
- Thomas Stabenow, Johannes Enders, Christian Salfellner, Harvey Wainapel: Straight Four III (Bassic Sound, 2001)
- Flip Philipp Bad Follows Good, 2003
- Robert Bachner Quintet: Travelling Hard, 2005 (Hans Koller Preis: „CD des Jahres 2006“)
- Flip Philipp – Ed Partyka Dectet Opium, 2007

## Lexigraphische Einträge
- Martin Kunzler: Jazz-Lexikon. Band 2: M–Z (= rororo-Sachbuch. Bd. 16513). 2. Auflage. Rowohlt, Reinbek bei Hamburg 2004, ISBN 3-499-16513-9.